# Aluminiumsulfide
Aluminiumsulfide is een chemische verbinding met de formule Al2S3.  De stof is gevoelig voor vocht en hydrolyseert tot gehydrateerde aluminiumoxiden/hydroxiden. Dit kan al beginnen wanneer het aluminiumsulfide wordt blootgesteld aan de atmosfeer. De hydrolysereactie genereert gasvormig waterstofsulfide (H2S).
{\displaystyle {\ce {Al2S3 + H2O -> Al2O3 + H2S}}}

## Synthese
Aluminiumsulfide kan gemaakt worden door verhitting van de elementen.
{\displaystyle {\ce {2 Al + 3 S -> Al2S3}}}
Deze reactie is extreem exotherm; het is meestal niet nodig het hele zwavel-aluminiummengsel te verhitten (behalve mogelijk voor zeer kleine hoeveelheden reactanten). De reactie kan een temperatuur hoger dan 1100 °C bereiken en kan door staal heen smelten. Het gekoelde product is erg hard.